# Движение свободного программного обеспечения
Движение свободного программного обеспечения (англ. free software movement) — социальное и политическое движение с целью гарантировать четыре базовые свободы пользователей программного обеспечения: свободу запускать своё программное обеспечение, изучать и изменять своё программное обеспечение, а также распространять копии с изменениями или без них. Традиции и философия движения зародились среди членов хакерской культуры 1970-х, а формально основал движение Ричард Столлман в 1983 году запуском проекта GNU.
Философия свободного программного обеспечения (англ. free software philosophy), находящаяся в основе этого движения, помимо других источников, зарождалась на сущности и случайных элементах того, что было названо хакерской культурой многих компьютерных пользователей в 1970-х годах.
Столлман основал Фонд свободного программного обеспечения в 1985 году для поддержки движения.

## Философия
Философия этого движения в том, что использование компьютеров не должно приводить к запретам на сотрудничество людей друг с другом. На практике это означает отказ от «проприетарного ПО», которое накладывает такие ограничения, и продвижение свободного ПО с конечной целью освобождения всех «в киберпространстве», то есть каждого пользователя компьютера. Столлман отмечает, что это действие будет способствовать, а не препятствовать прогрессу технологий, поскольку «это значит, что не будет многих расточительных усилий по программированию дублирований функций системы. Эти усилия могут вместо этого идти на продвижение состояния мастерства».
Члены движения свободного программного обеспечения считают, что все пользователи ПО должны иметь свободы, перечисленные в Определении свободного программного обеспечения. Многие из них считают, что препятствовать осуществлению этих свобод аморально и что эти свободы требуются для создания человечного общества, где пользователи ПО могут помогать друг другу и иметь контроль над своими компьютерами.
Некоторые сторонники движения СПО не считают, что проприетарное ПО — строго аморально. Они утверждают, что свобода ценна (и социально, и прагматично) как свойство ПО само по себе, отдельно от технического качества в узком смысле.
Фонд СПО также считает, что всё ПО нуждается в свободной документации, в частности потому что добросовестные программисты должны быть способны обновить руководства, чтобы отразить изменения, которые они сделали в ПО, но считают свободу модификации менее важной для других типов письменных произведений.

## Действия

### Написание и распространение свободного программного обеспечения
Основная работа движения свободного ПО сосредоточена на разработке программного обеспечения. Движение также отвергает проприетарное (патентованное) ПО, отказываясь использовать такое ПО. Согласно Столлману: «В области ПО есть только одна вещь, худшая, чем несанкционированное копирование — это сертифицированная копия проприетарной программы». По его словам это наносит такой же вред всему сообществу пользователей, и вдобавок разработчик, виновник такой ситуации, ещё и получает прибыль.

## Законодательство
Большая работа по лоббированию была проделана против патентов на ПО и расширение законодательства об авторских правах. Другое лоббирование сосредотачивается непосредственно на использовании свободного программного обеспечения государственными учреждениями и финансируемыми государством проектами.

## Подгруппы и расколы
Как и многие социальные движения, движение СПО находится в постоянном внутреннем конфликте между сторонниками компромисса и сторонниками строгого следования ценностям.

### Столлман и Торвальдс
Самые известные представители движения — Ричард Столлман и Линус Торвальдс — могут рассматриваться как представители ценностной и аполитичной философий, а также конкурирующих стилей программирования GNU и Linux. Как это ни парадоксально, вероятно симбиоз их деятельности создал полноценную операционную систему, известную как GNU/Linux или просто Linux. В споре об именовании GNU/Linux FSF выступает за термин GNU/Linux по причине того, что GNU был длительным проектом по разработке свободной операционной системы, для которой ядро было последним недостающим элементом.